# تلفن ماهواره‌ای

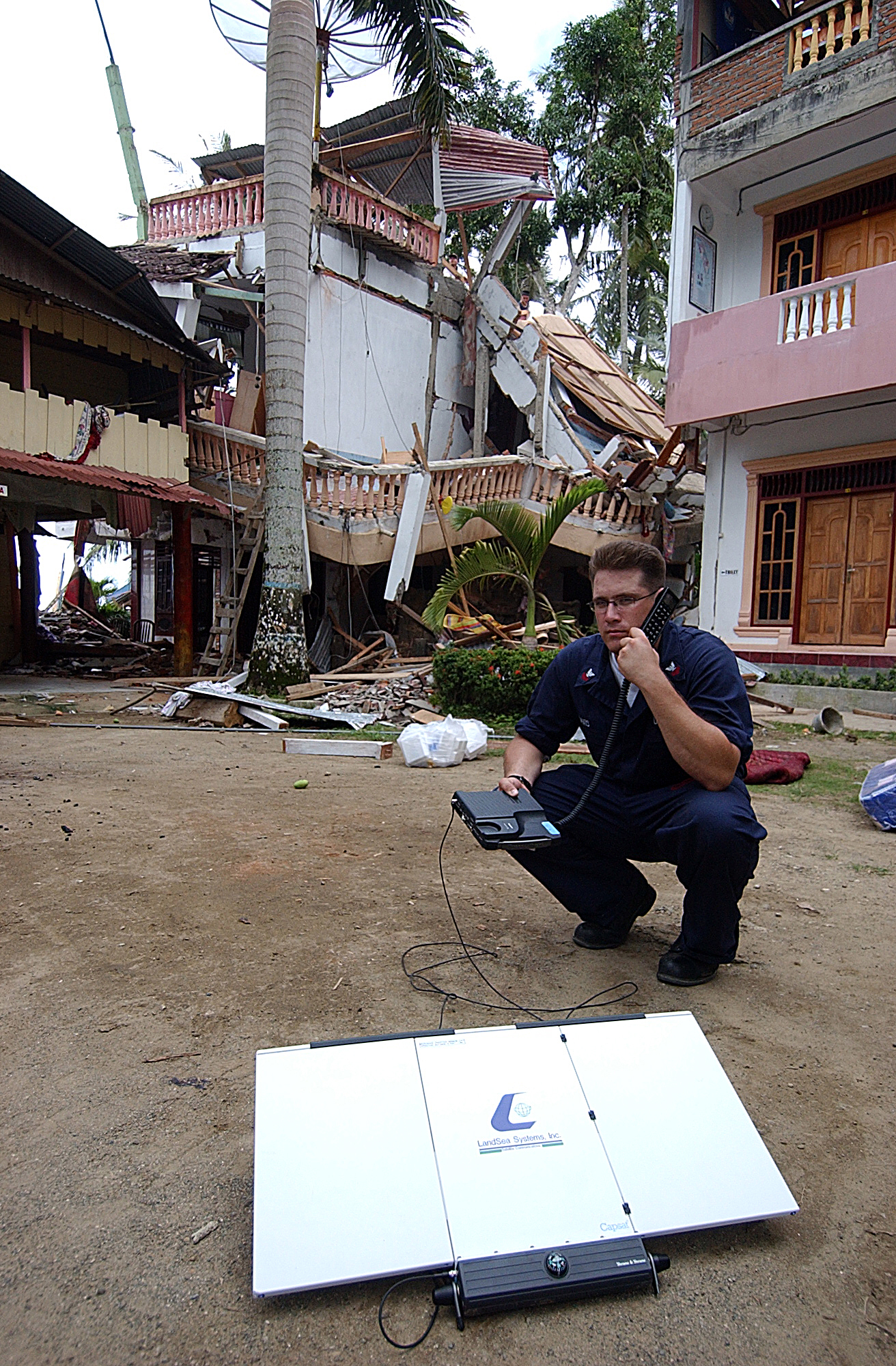
یک نمونه تلفن ماهواره‌ای در حال استفاده در اندونزی در سال ۲۰۰۵ در خلال زمین‌لرزه ۲۰۰۵ سوماترا

تلفن ماهواره‌ای (انگلیسی: Satellite phone) یا سَت فون یک نوع از تلفن همراه است که از طریق ارتباط مستقیم با ماهواره‌هایی که در مدار زمین قرار دارند امکان تماس را برقرار می‌کند. مزیت تلفن ماهواره‌ای این است که برای برقراری تماس نیازی به دکل‌های تلفن همراه ندارد و در بیشتر یا همه‌ی نقاط جغرافیایی زمین قابل استفاده است.

## نحوه کار
تلفن ماهواره ای پیوند صوتی یا داده ای را برای ارتباط ماهواره ای دو طرفه فراهم می کند. اتصال به دستگاه نهایی (تلفن ، "تلفن همراه") از طریق رادیو مستقیماً به ماهواره انجام می شود. از لحاظ تئوری می توان تماس ها را در هر کجای دنیا و حتی در مناطق بدون پوشش سلولی زمینی برقرار کرد. ماهواره تماس ورودی را به یک ایستگاه زمینی هدایت می کند ، که تماس را به شبکه تلفن عمومی منتقل می کند.

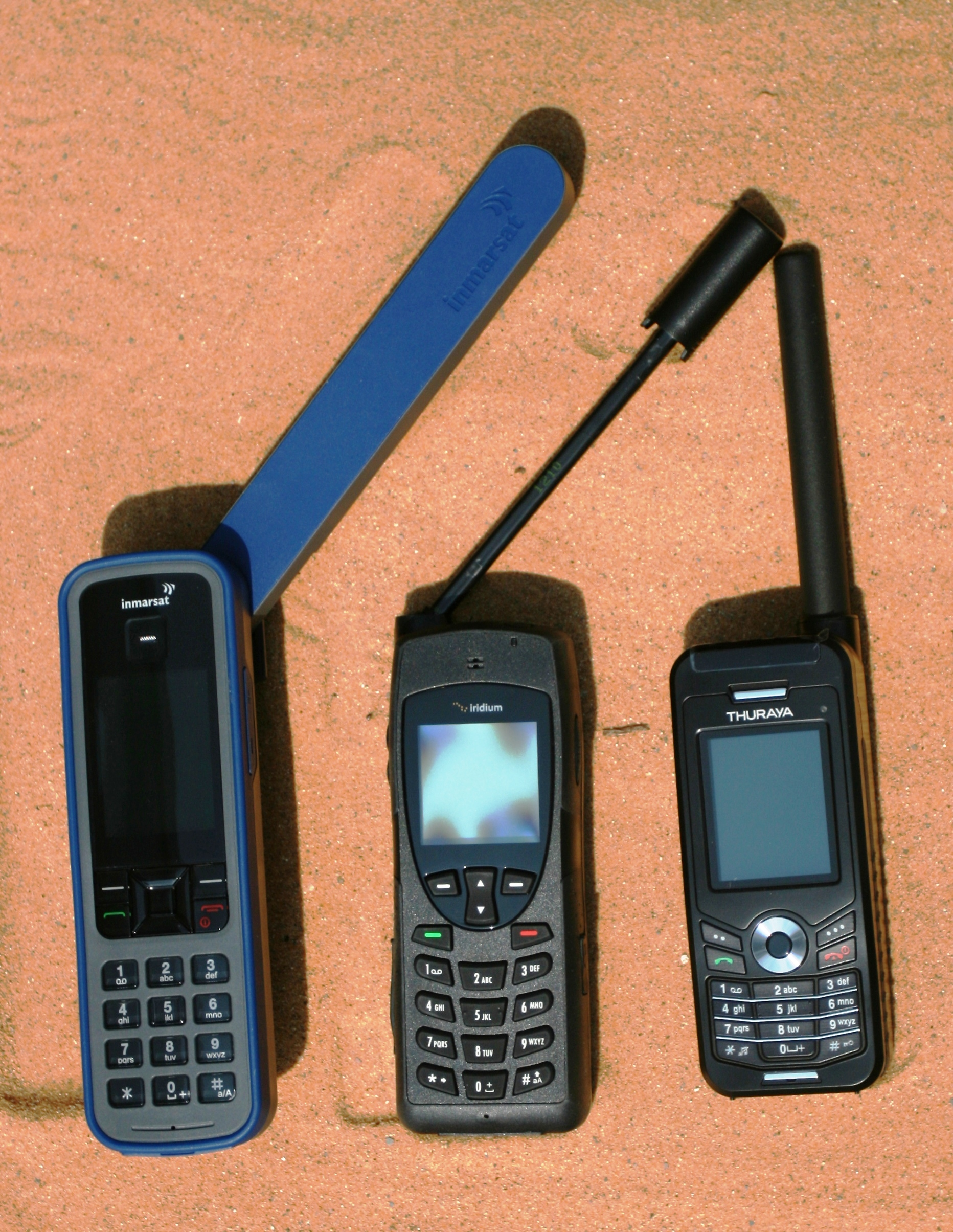
تصویر نسل پنجم تلفن های ماهواره ای